# NGC 228
NGC 228 је спирална галаксија у сазвежђу Андромеда која се налази на NGC листи објеката дубоког неба.
Деклинација објекта је + 23° 30' 12" а ректасцензија 0h 42m 54,5s. Привидна величина (магнитуда) објекта NGC 228 износи 13,9 а фотографска магнитуда 14,7. NGC 228 је још познат и под ознакама UGC 458, MCG 4-2-48, CGCG 479-62, IRAS 00401+2313, PGC 2563.